# Gebandeerde meeszanger
De gebandeerde meeszanger (Curruca boehmi synoniemen: Sylvia boehmi en Parisoma boehmi) is een zangvogel uit de familie Sylviidae (graszangers). Deze vogel is genoemd naar zijn ontdekker, de Duitse zoöloog Richard Böhm (1854-1888).

## Verspreiding en leefgebied
Deze soort komt voor in oostelijk Afrika en telt drie ondersoorten:
- C. b. somalica: Ethiopië, noordwestelijk Somalië en noordoostelijk Kenia.
- C. b. marsabit: het noordelijk-centraal Kenia.
- C. b. boehmi: zuidelijk Kenia en Tanzania.

## Status
De grootte van de populatie is niet gekwantificeerd maar de soort wordt omschreven als plaatselijk talrijk. Op de Rode lijst van de IUCN heeft deze soort de status niet bedreigd.